# Philippe de Chaunac-Lanzac
Philippe de Chaunac-Lanzac est un poète français né à Paris le 29 mars 1915 et mort à Domme le 10 août 2002.

## Biographie
L’Académie française lui décerne le grand prix de poésie en 1986 pour Au-delà d’un regard, le prix Heredia en 1989 pour Traduit de votre cœur et le prix Paul Verlaine en 2001 pour Gravé dans l’éphémère.

## Œuvres
- Au-delà d’un regard, 1986
- Traduit de votre cœur, 1989
- De sillages en sillons, 1996
- Gravé dans l’éphémère, 2001